# Cubleșu Someșan, Cluj
Cubleșu Someșan (în maghiară Magyarköblös) este un sat în comuna Panticeu din județul Cluj, Transilvania, România.

## Lăcașuri de cult
- Biserica Reformată-Calvină, din anul 1774.

## Legături externe

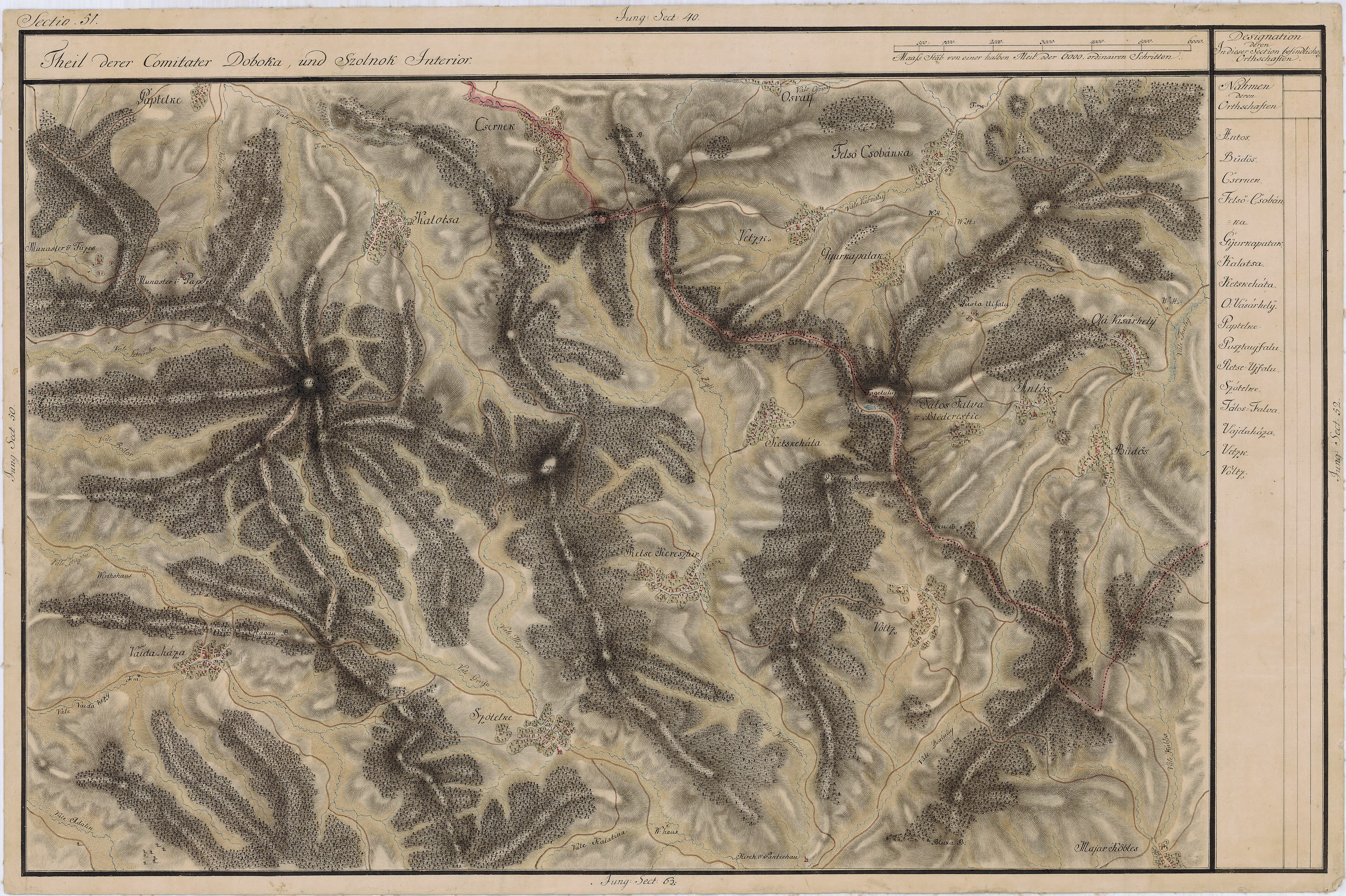
Cubleşu Someşan pe Harta Iosefină a Transilvaniei, 1769-1773

## Imagini

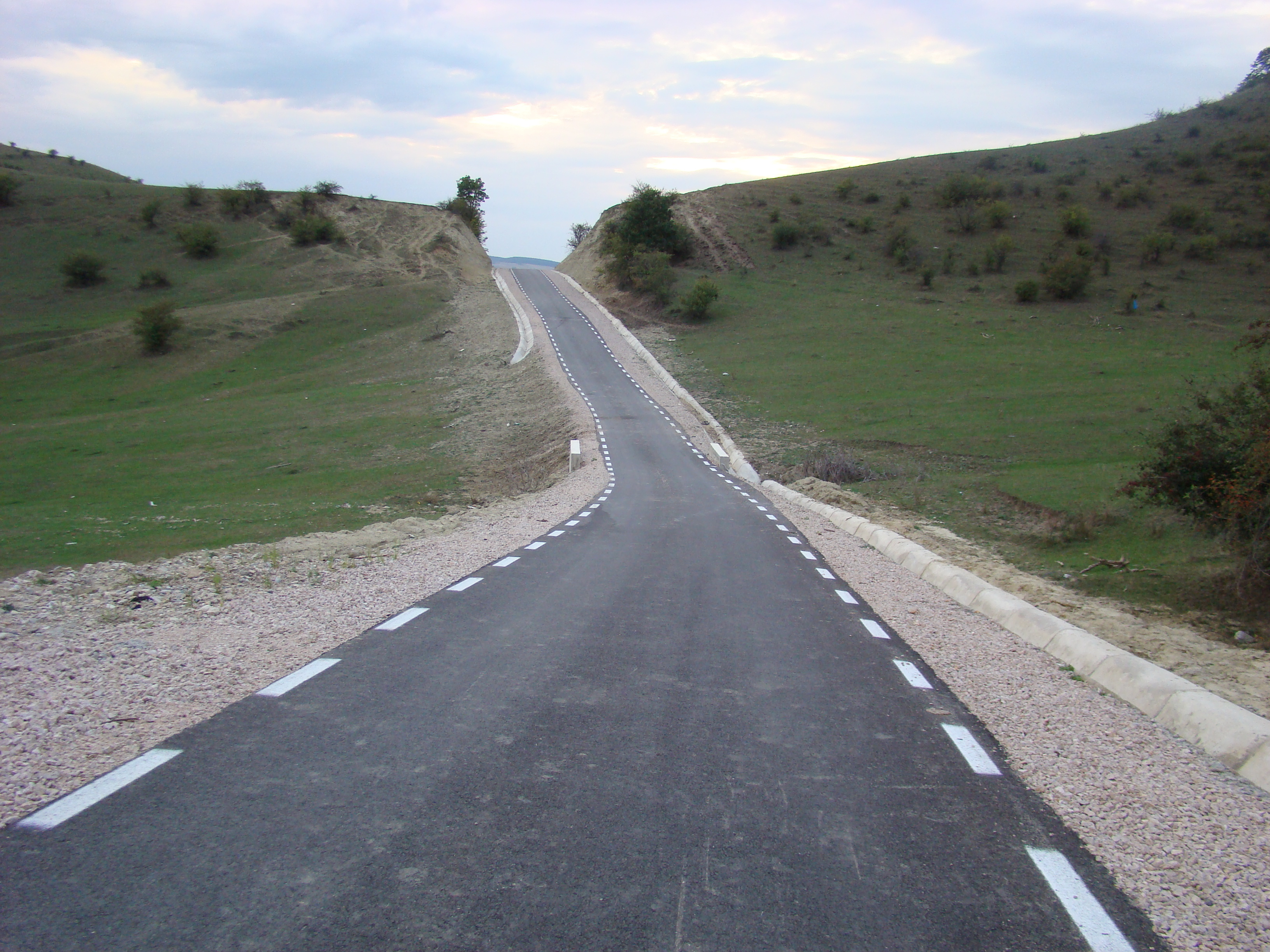
Drumul comunal Panticeu-Cubleșu Someșan
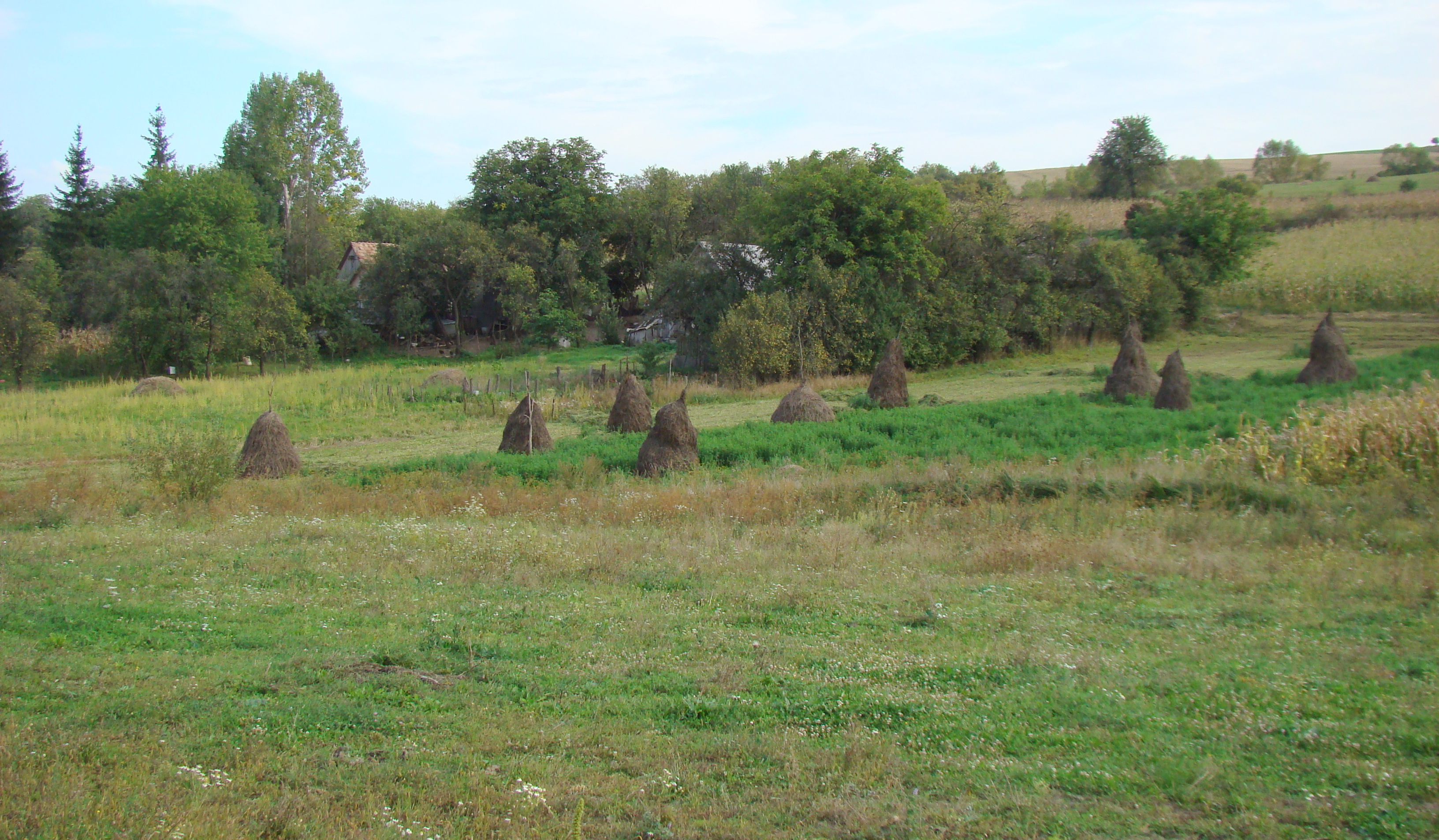
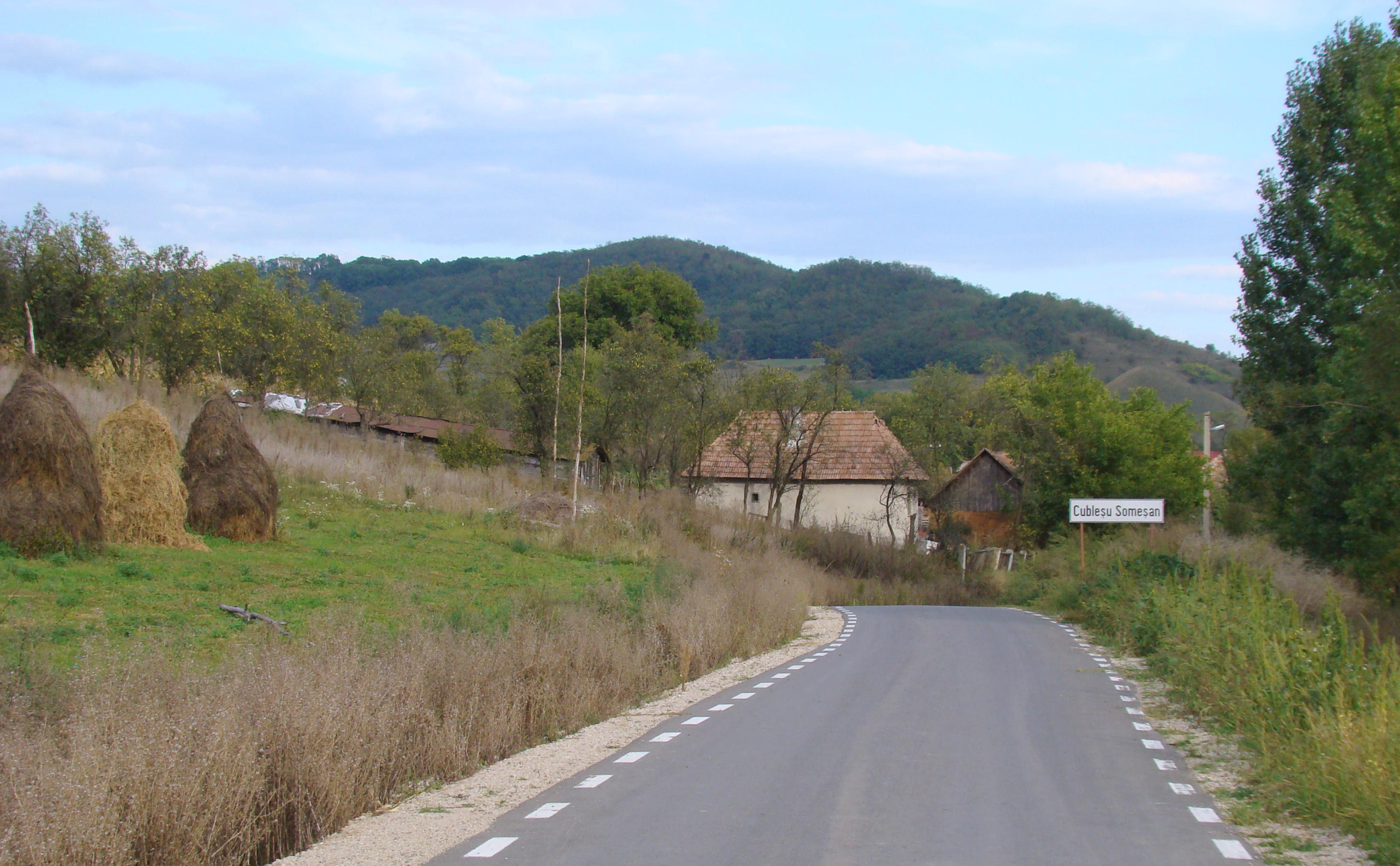
Intrarea în localitate
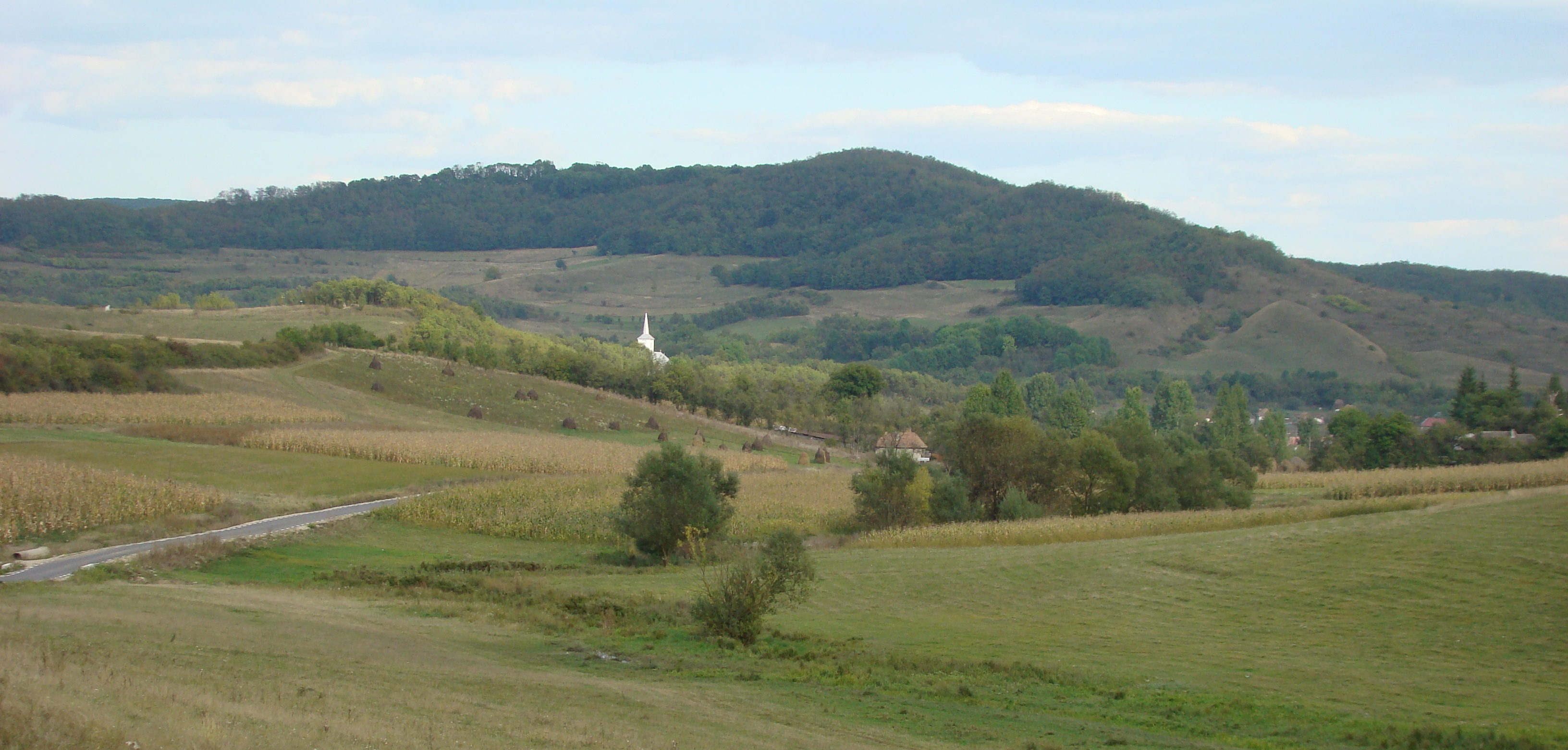
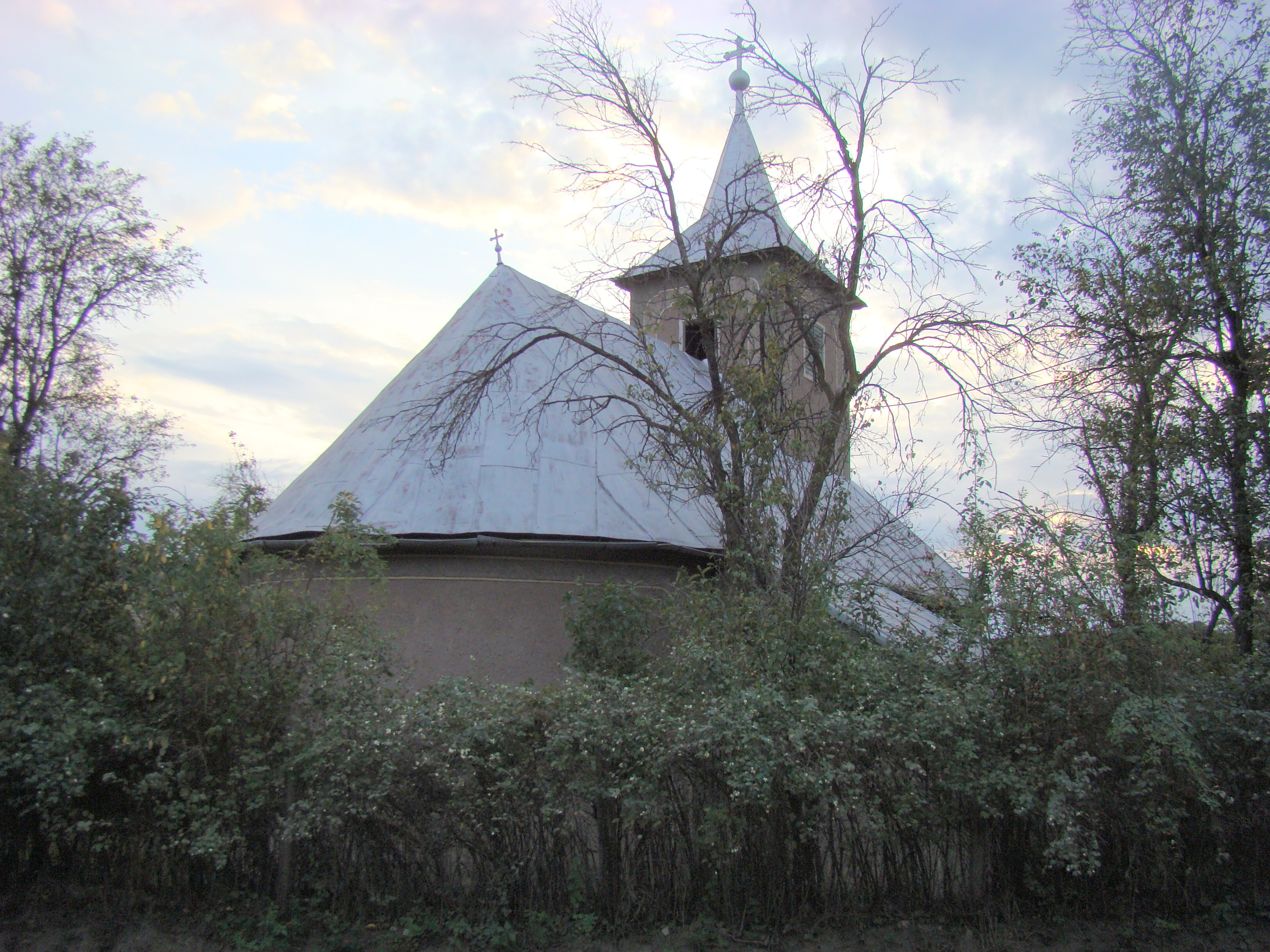
Biserica romano-catolică
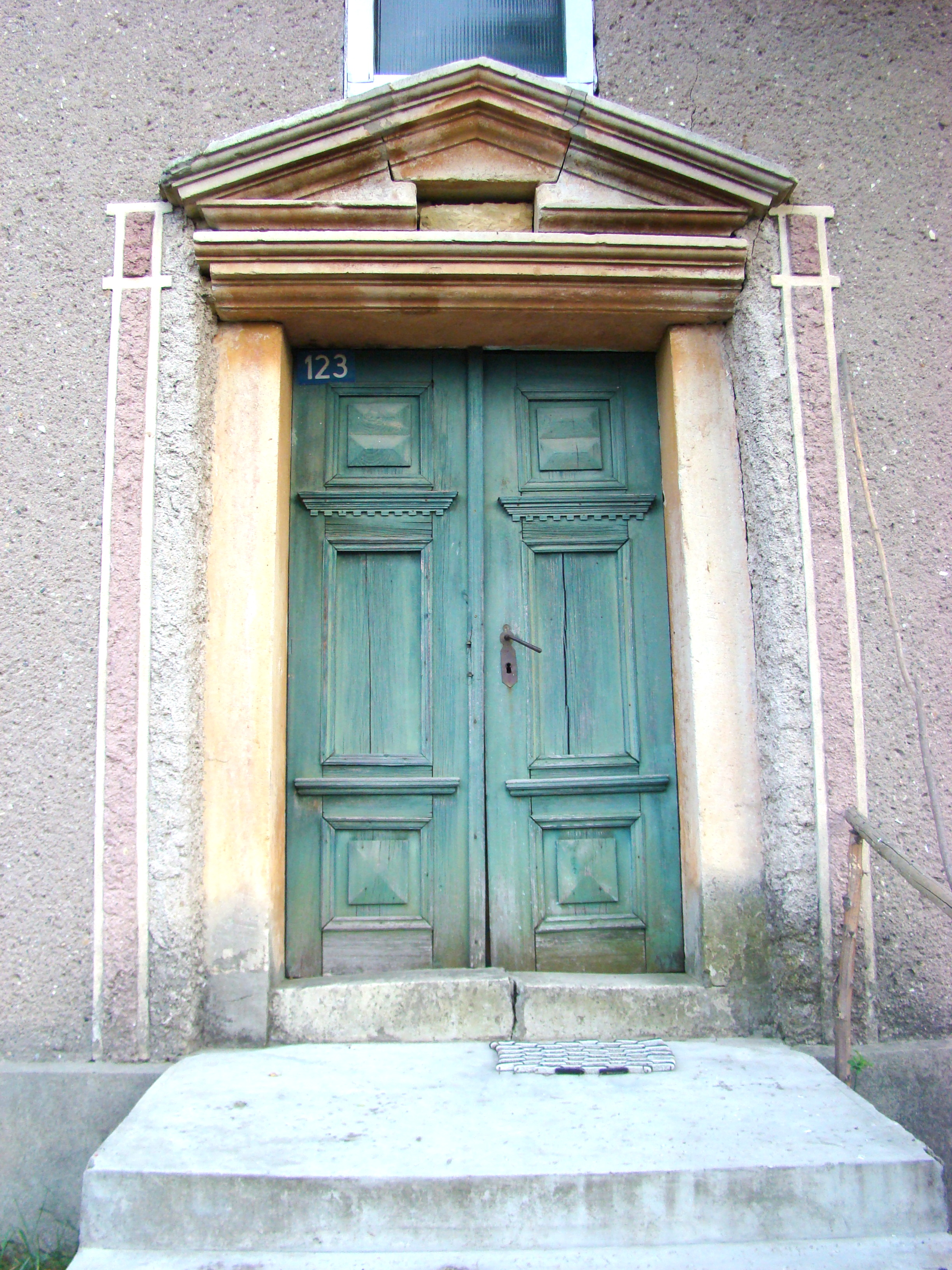
Biserica romano-catolică (ancadramentul ușii de la intrare)
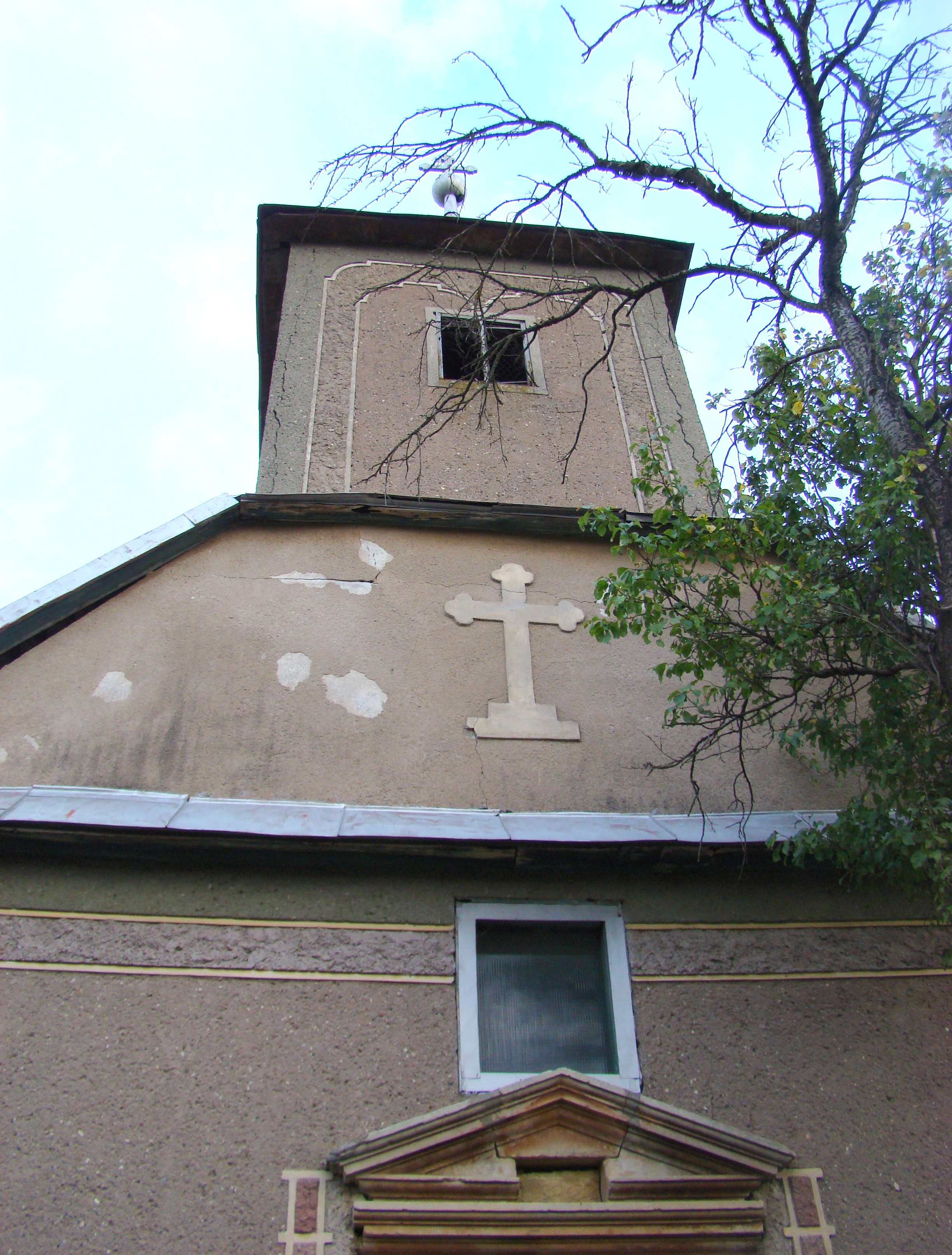
Biserica romano-catolică
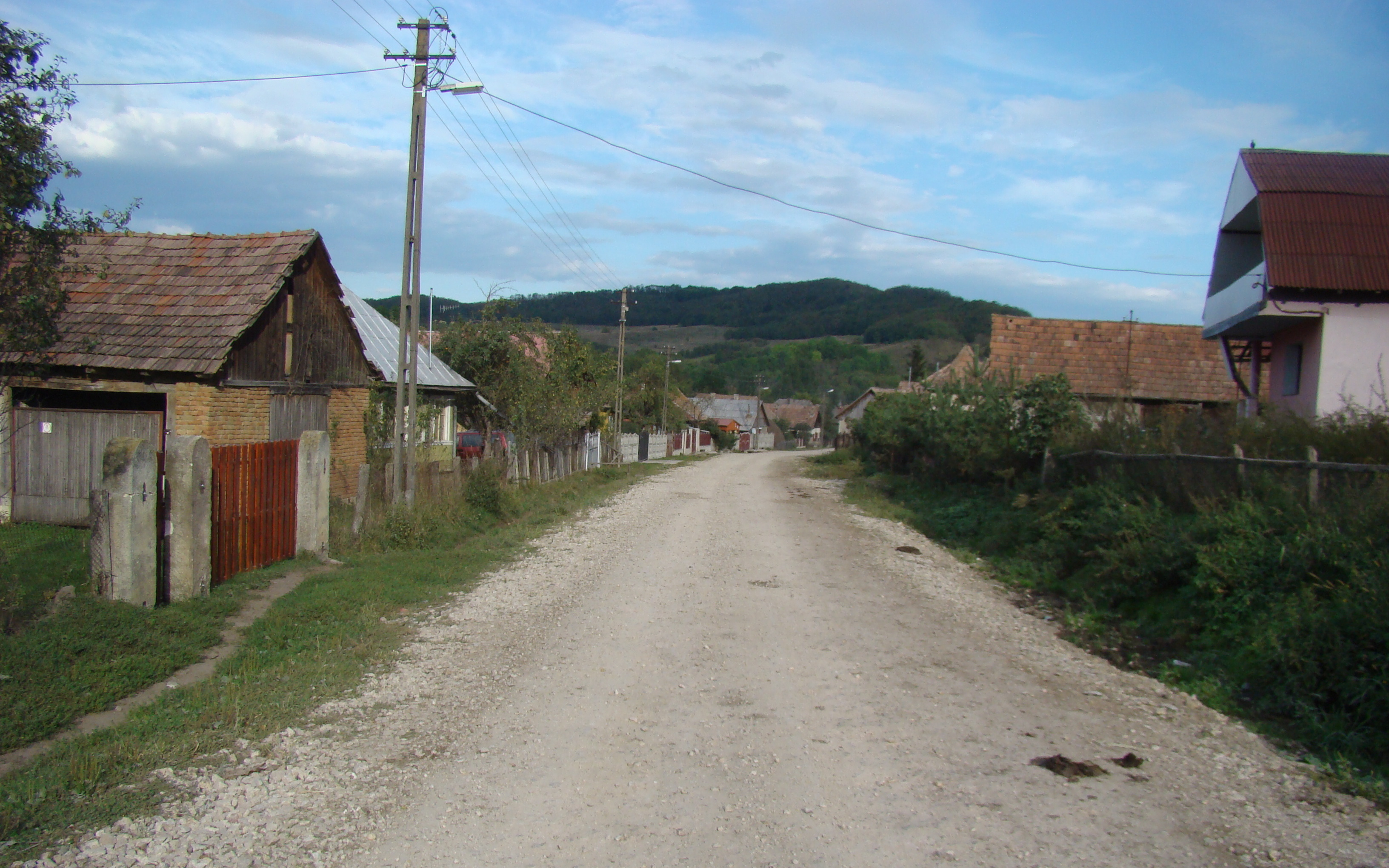
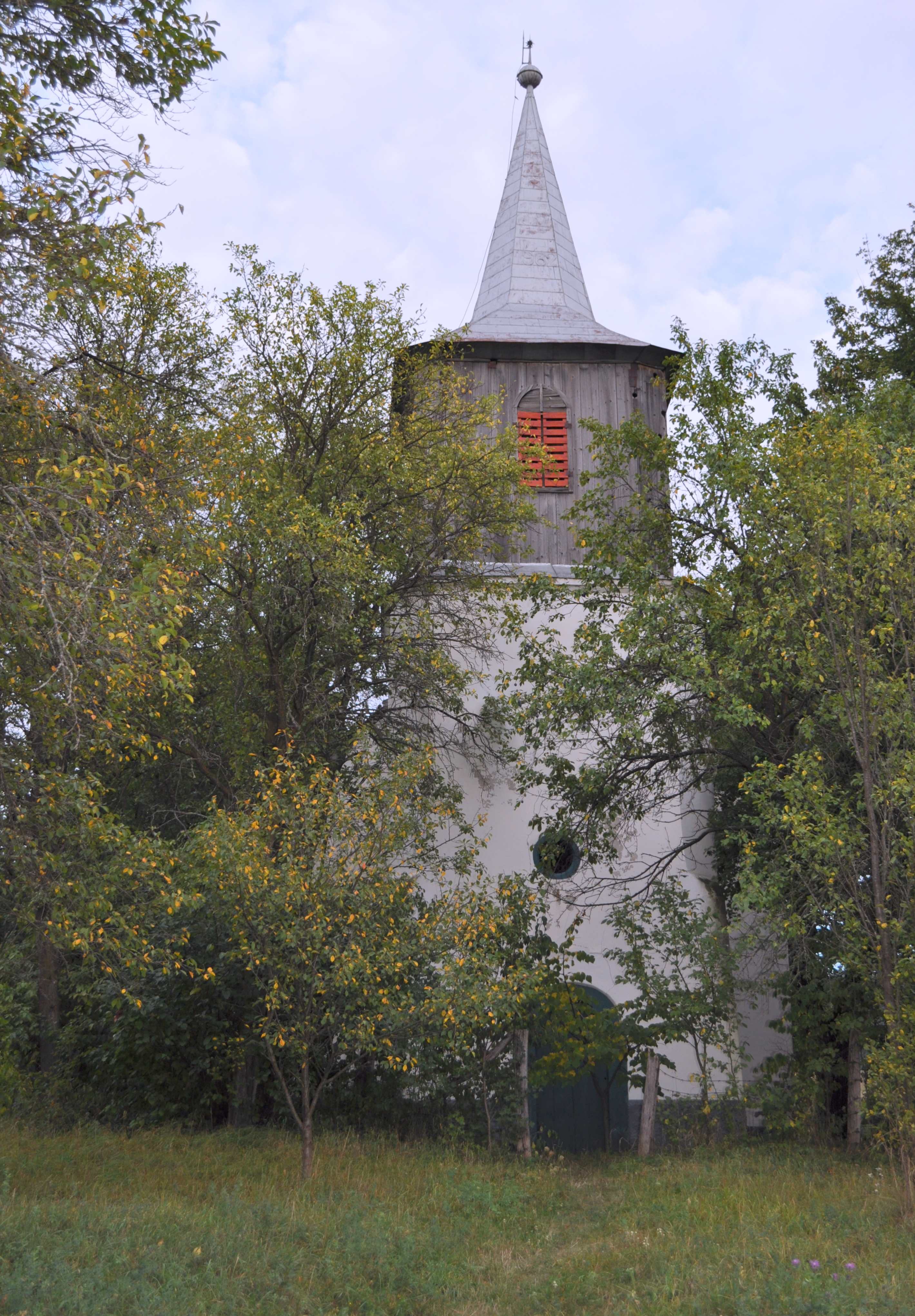
Biserica reformată (monument istoric)
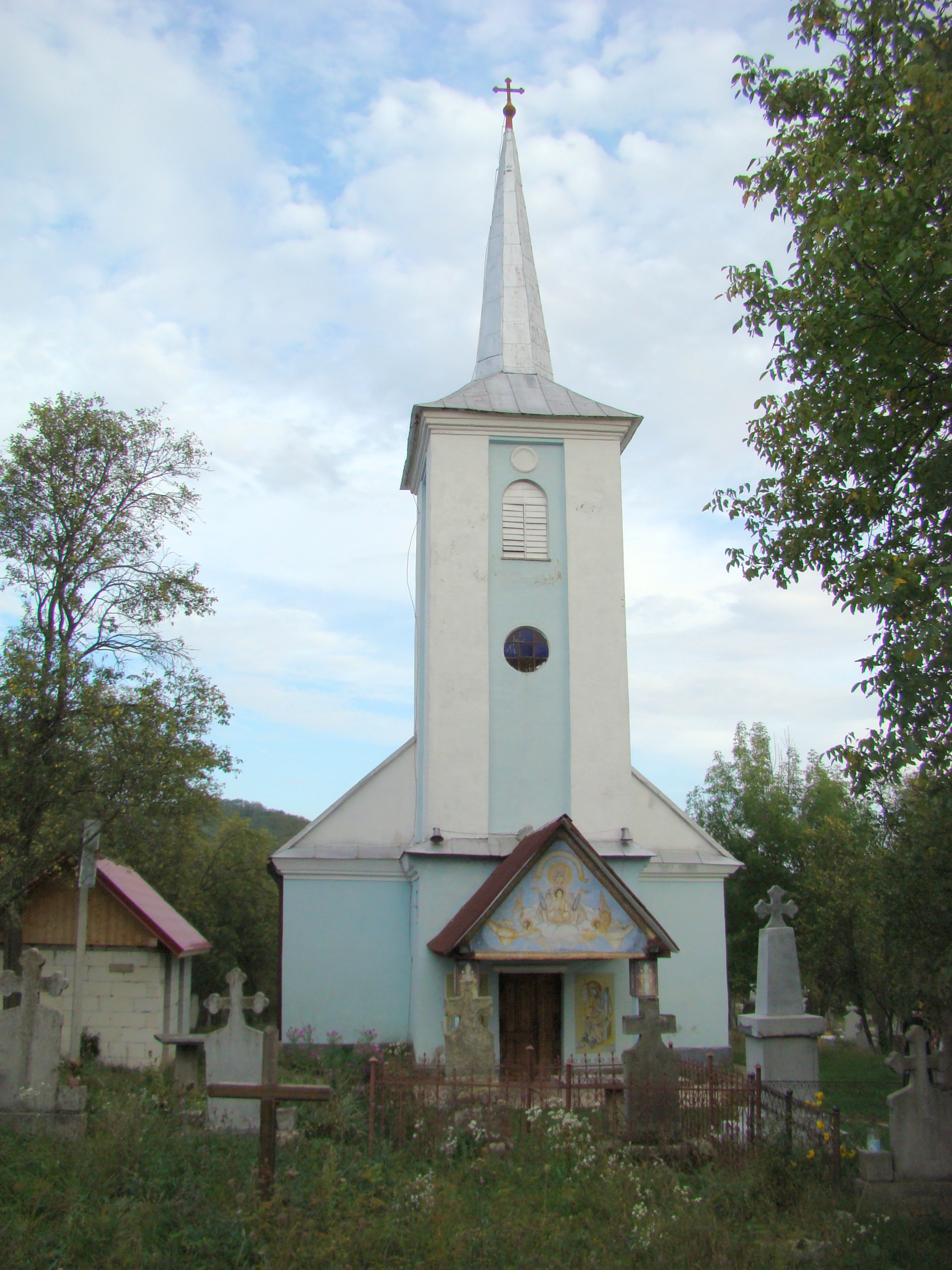
Biserica ortodoxă „Buna Vestire” (1840)
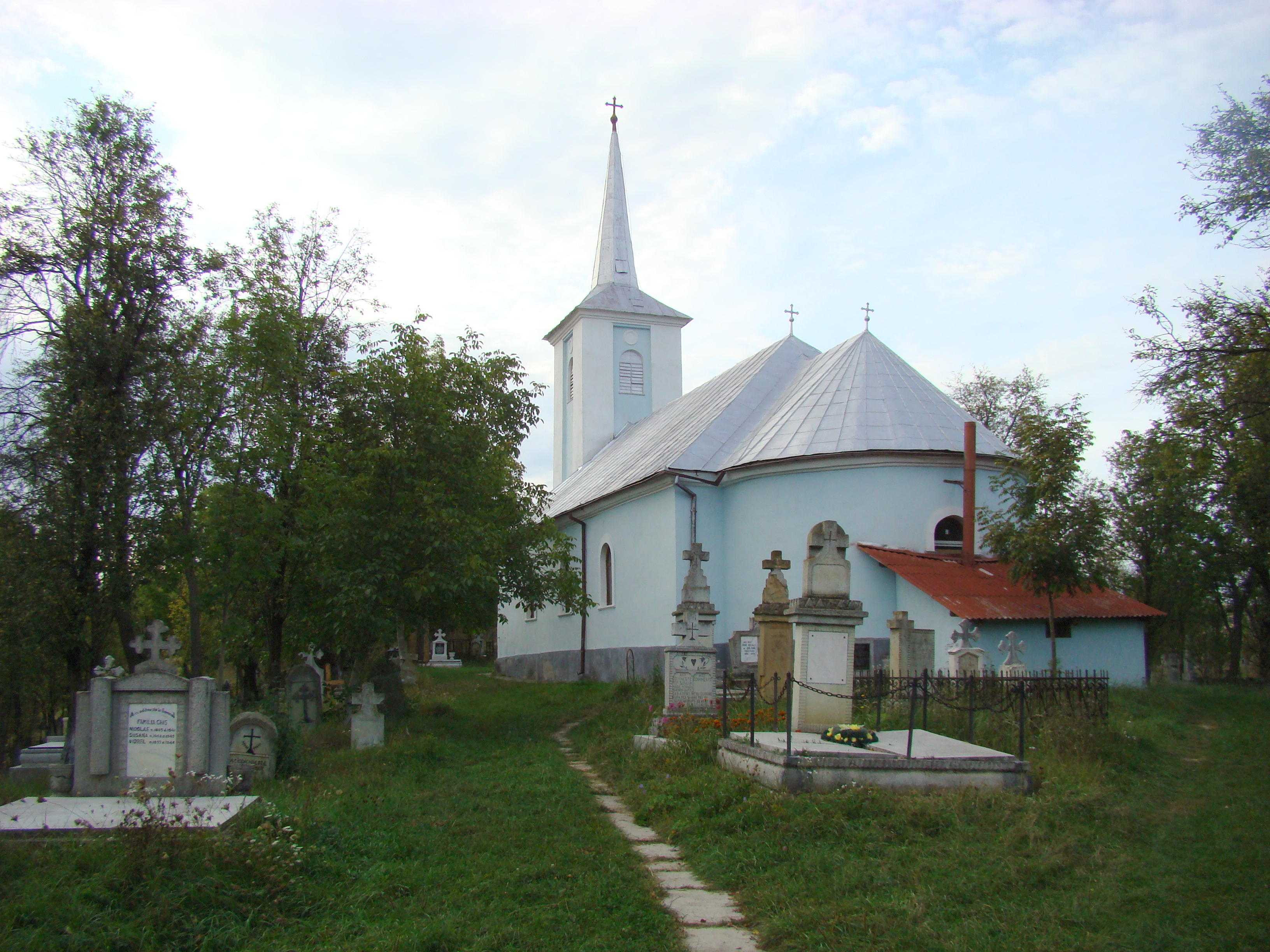
Biserica ortodoxă „Buna Vestire” (1840)
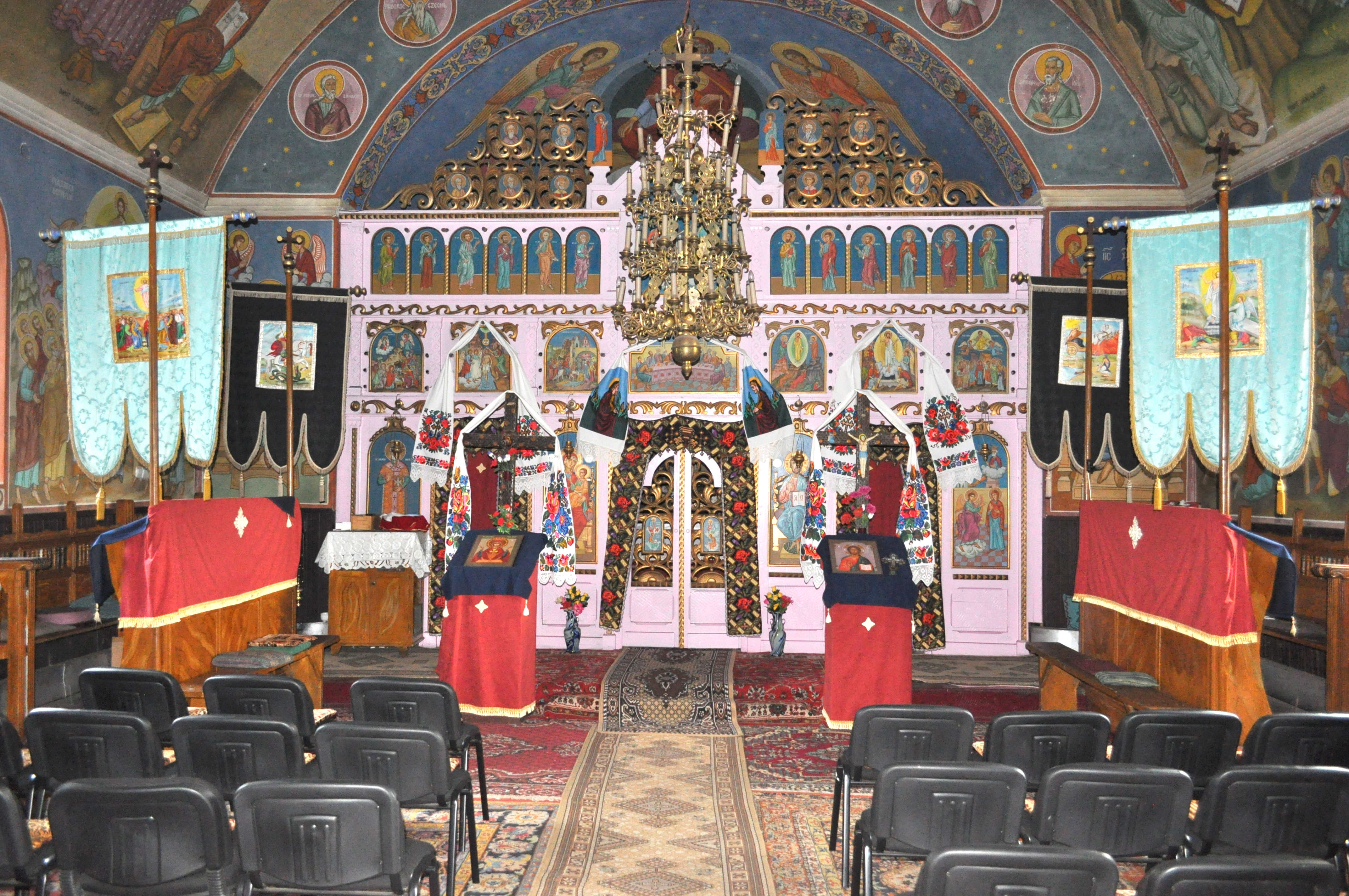
Biserica ortodoxă „Buna Vestire” (nava spre iconostas)
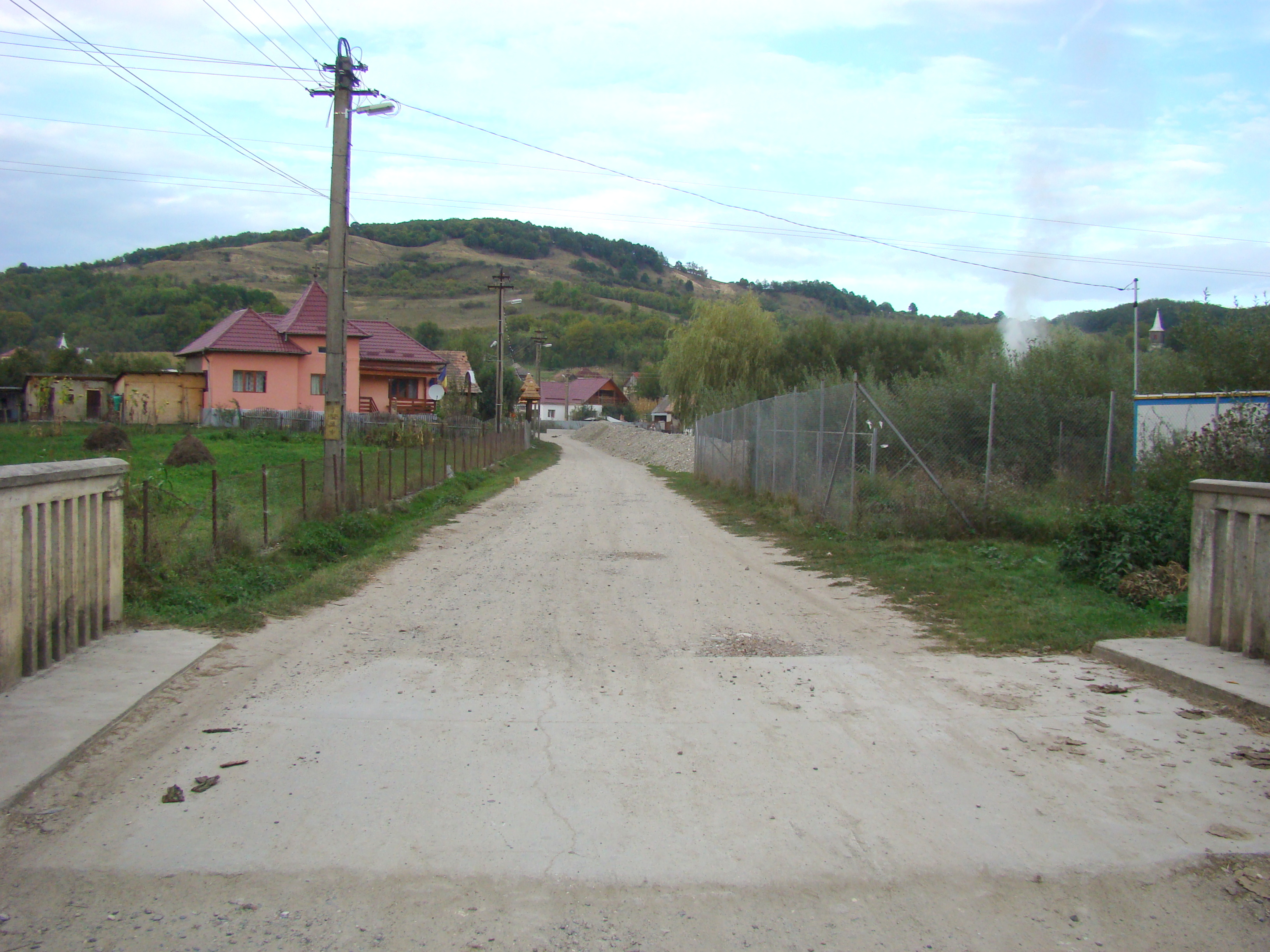
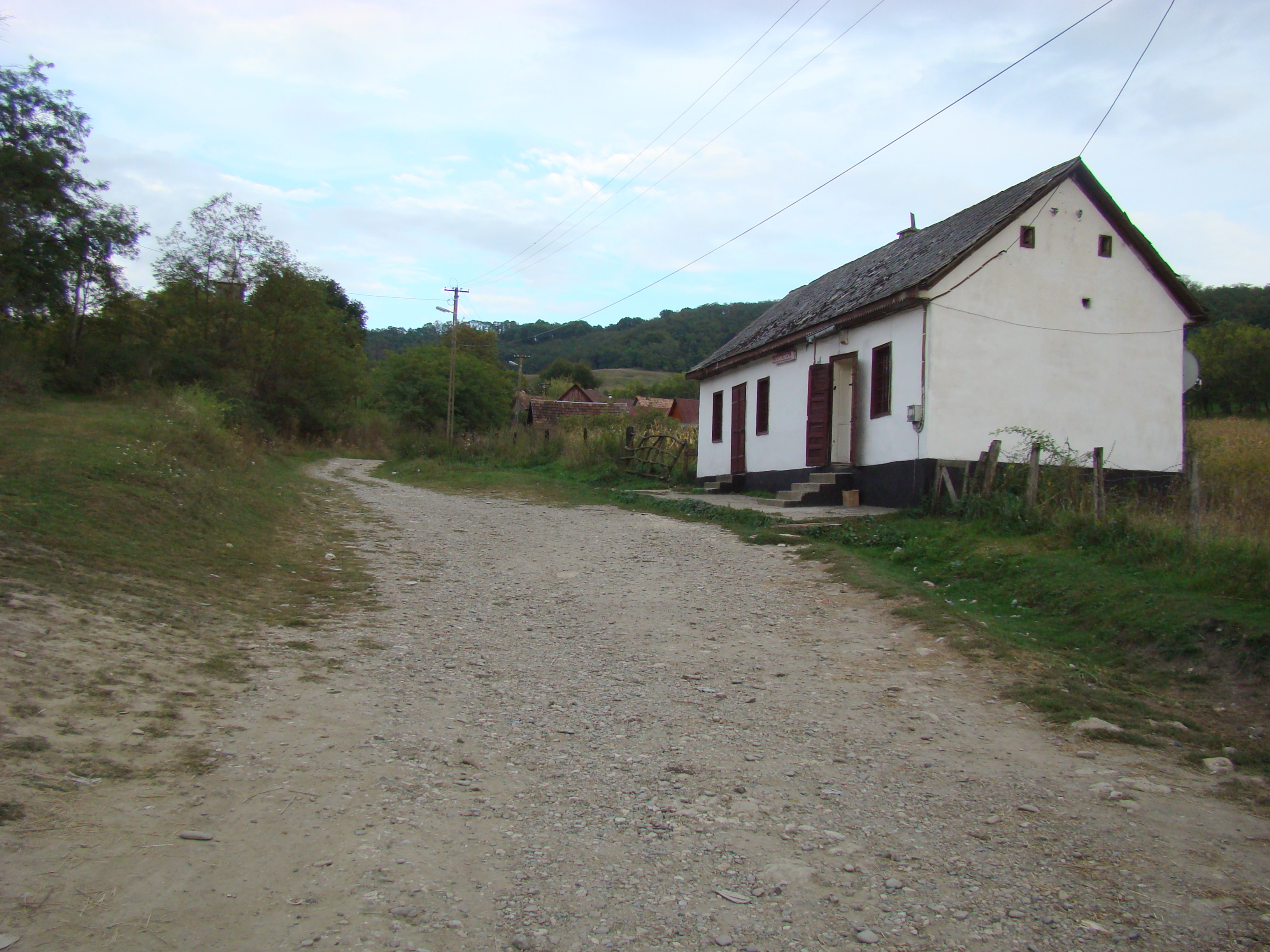
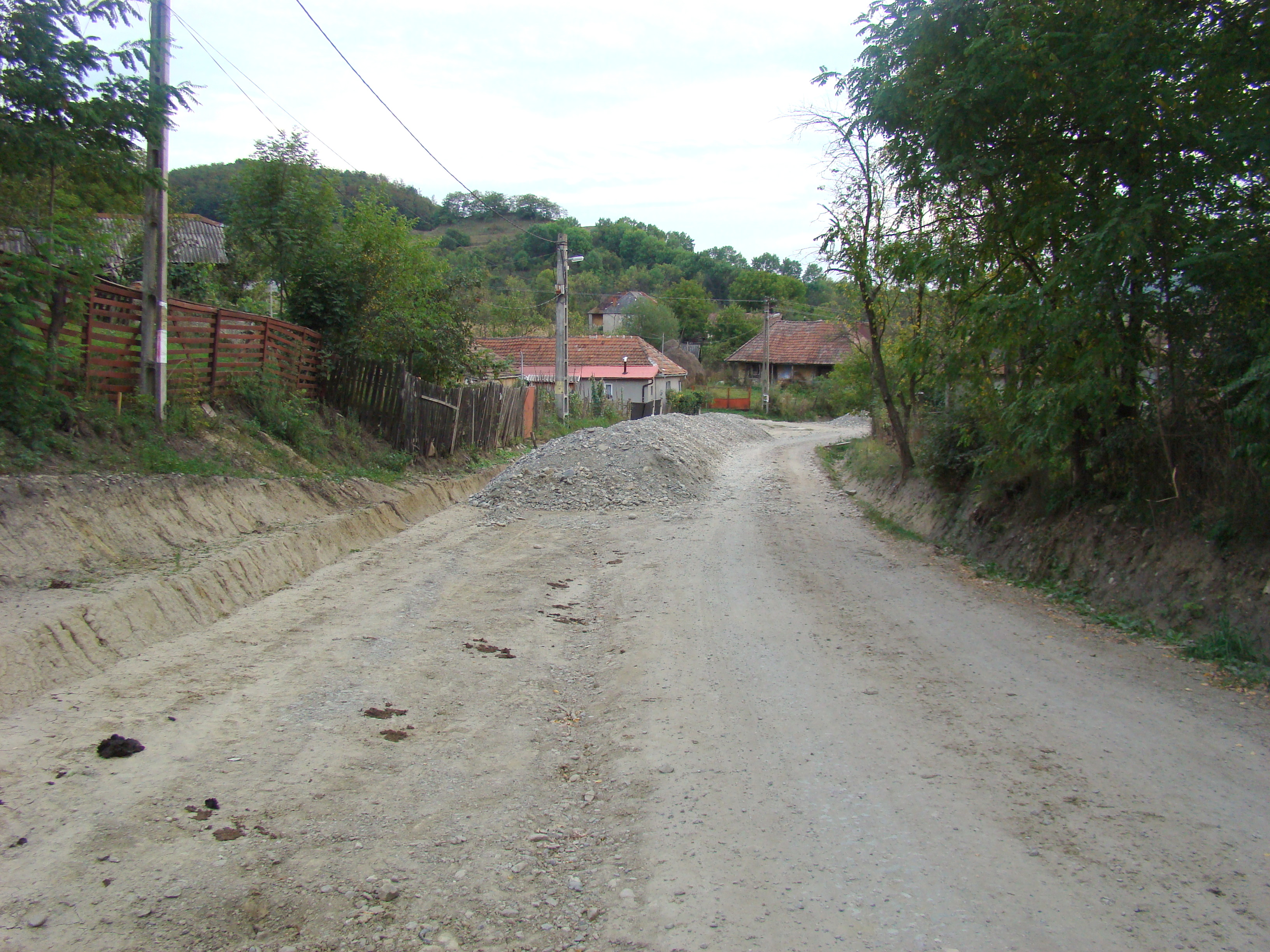
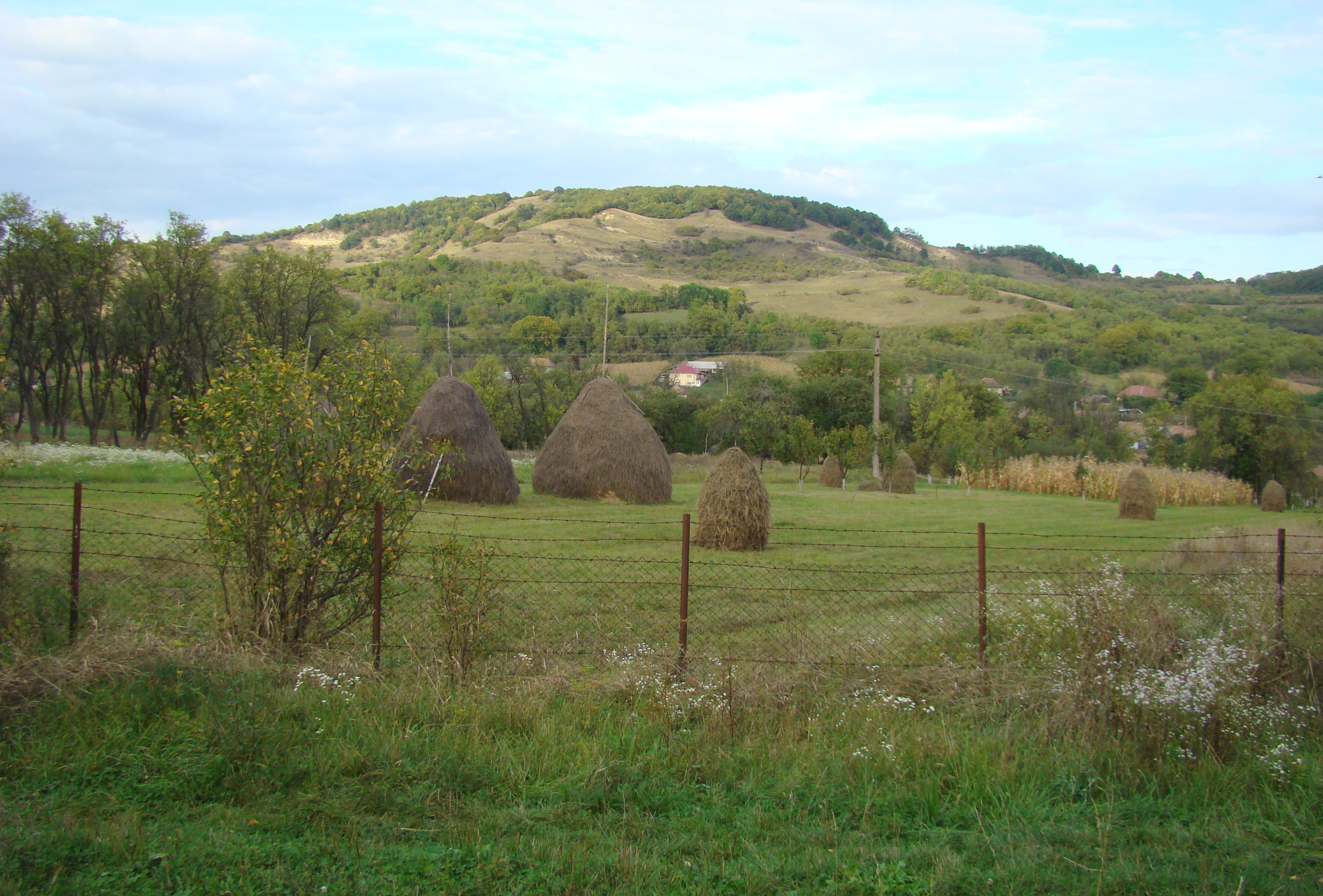
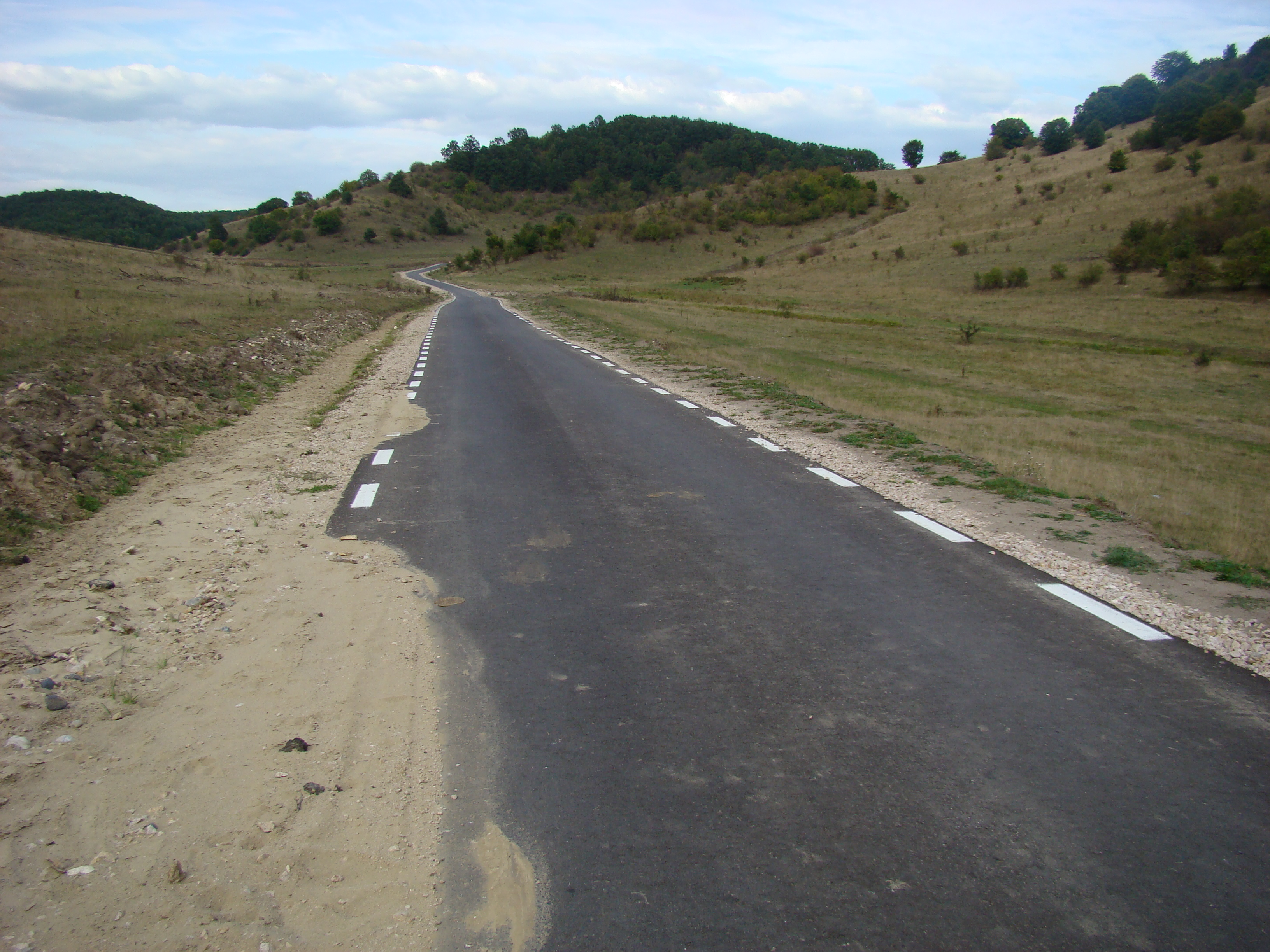
Drumul comunal Panticeu-Cubleșu Someșan